# Питание растений
Питание растений, минеральное питание растений — процесс добычи растениями неорганических соединений из почвенного раствора, воздушной или водной среды. В растительных организмах было обнаружено около 50 различных химических элементов, однако только 13 (азот, калий, кальций, магний, фосфор, сера, хлор, железо, медь, бор, цинк, марганец, молибден) считаются необходимыми для их жизни. Критерием признания элемента необходимым является возникновение нарушений в процессах жизнедеятельности в ситуации, когда исследуемый элемент удален из среды организма. Помимо 13 необходимых элементов, в организме растения могут присутствовать также и такие, присутствие которых может положительно повлиять на его работу. Они называются полезными для растения микроэлементами. Из почвы растения получают воду и различные химические элементы.

## Микро- и макроэлементы
Элементы, присутствующие в количестве выше 0,1 % от сухой массы, называются макроэлементами. К ним относятся азот, калий, кальций, магний, фосфор и сера. Необходимые элементы, присутствующие в количествах меньше 0,1 % от сухой массы, называют микроэлементами. К этой группе относятся: хлор, железо, медь, бор, цинк, марганец, молибден, никель. К полезным химическим элементам относятся натрий, кремний, кобальт, алюминий и ванадий. Эта классификация химических элементов не является однозначной, и могут возникать различия в определениях отдельных авторов: в микроэлементы, как правило, входят йод и кобальт, а в макроэлементы — кремний. Кроме элементов, поглощаемых из почвы в виде ионов, в растительных организмах встречаются в значительных количествах вода и углекислый газ, состоящие из углерода, водорода, кислорода.
Знание о потребности растений в отдельных химических элементах используется в традиционном сельском хозяйстве, а также в практике гидропоники и аэропоники. Чаще всего симптомы радикального дефицита тех или иных химических элементов наблюдаются у растений, произрастающих в посевах гидропоники, в ситуации, когда один из минеральных компонентов не подаётся. В случае с растениями, растущими в почве, хронический дефицит проявляется в виде слабых симптомов: как правило, замедление роста и пожелтение листьев.
Многие растения могут поглощать минеральные соли, создавая для этого микоризу. Подсчитано, что микоризные растения составляют около 80 % видов, обитающих на суше. Доминирующим типом микоризы является арбускулярная микориза. Грибы доставляют к корням растений как макроэлементы (главным образом соединения азота и фосфора), так и микроэлементы (например, цинк и медь). Мицелий может объединить несколько растений, создавая микоризную сеть, обеспечивающую общую доставку минеральных веществ многим растениям.

## Дефицит питательных веществ
Влияние дефицита питательных веществ может варьироваться от незначительного снижения темпов роста до очевидного его замедления, деформации, обесцвечивания и даже гибели растения. Визуальные симптомы, достаточно заметные, чтобы анализировать их при выявлении дефицита, встречаются редко. Большинство дефицитов многочисленны и умеренны. Однако, несмотря на то, что редко встречается дефицит только одного питательного вещества, азот, как правило, является наиболее дефицитным питательным веществом.